# Zwangsversteigerung (Schweiz)
Die Zwangsversteigerung ist die Durchsetzung eines Anspruchs mit staatlichen Machtmitteln.
In der Schweiz erfolgt die Zwangsversteigerung in Schuldbetreibungs- und Konkurssachen nach dem SchKG. Bei der Zwangsverwertung von Grundstücken ist zudem die VZG maßgeblich, welche die spärlichen Bestimmungen des SchKG ausführt.
Bei einer konkursrechtlichen Zwangsversteigerung findet das Deckungsprinzip keine Anwendung. Indes ist auch bei einer öffentlichen Versteigerung im Konkurs das Prinzip des Doppelaufrufs zu berücksichtigen (Art. 258 Abs. 2 Satz 1 SchKG).